# Protonemura tuberculata
Protonemura tuberculata is een steenvlieg uit de familie beeksteenvliegen (Nemouridae). De wetenschappelijke naam van de soort is voor het eerst geldig gepubliceerd in 1929 door Despax.